# Протрептик
Протре́птик (προτρεπτικός — увещевание) — жанр античной литературы, побуждающий или приглашающий читателя заняться изучением какого-либо учения (прежде всего, философии). Один из первых «Протрептиков» написал Аристотель. От него сохранились только фрагменты. «Протрептик» Аристотеля повлиял на диалог Цицерона «Гортензий» и на «Протрептик» Ямвлиха. К числу апологетических сочинений Климента Александрийского относится «Протрептик, или Увещание к эллинам».